# Vila Nova (Miranda do Corvo)
Vila Nova é uma povoação portuguesa sede da Freguesia de Vila Nova do Município de Miranda do Corvo, freguesia com 27,08 km² de área e 792 habitantes (censo de 2021), tendo, por isso, uma densidade populacional de 29,2 hab./km²
A freguesia foi criada por decreto-lei de 07/11/1907 com lugares desanexados da Freguesia de Miranda do Corvo.
O escritor Miguel Torga foi médico de clínica geral em Vila Nova.

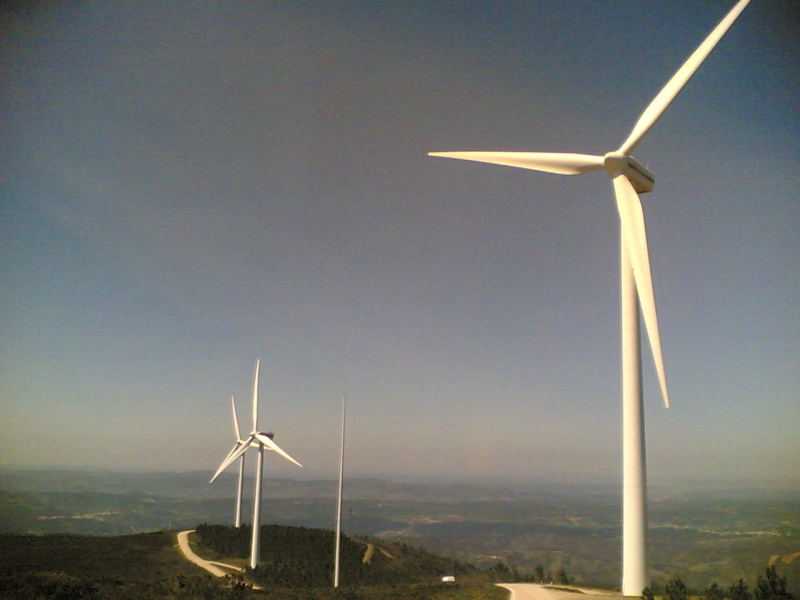
Parque eólico na freguesia de Vila Nova

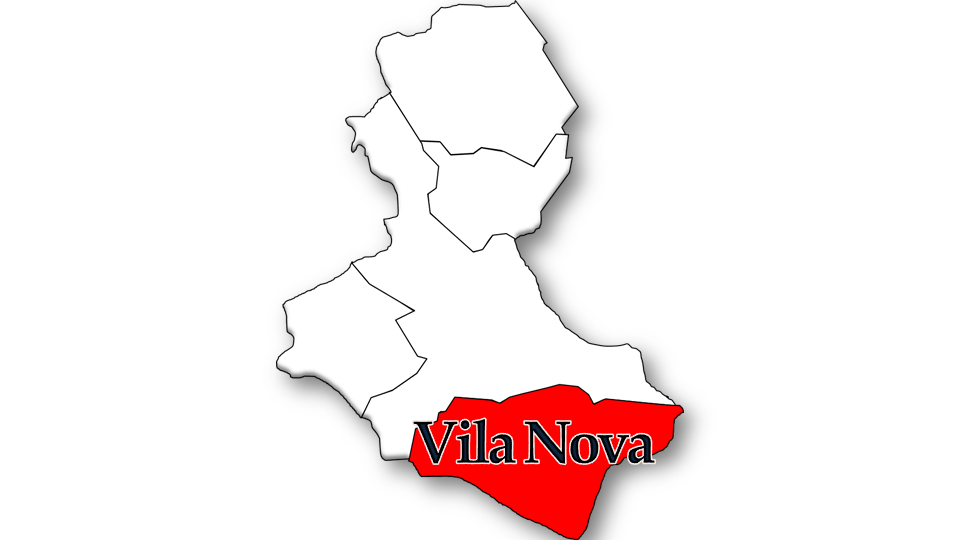
Localização da freguesia no Município de Miranda do Corvo

## Demografia
A população registada nos censos foi:
| Distribuição da População por Grupos Etários | Distribuição da População por Grupos Etários | Distribuição da População por Grupos Etários | Distribuição da População por Grupos Etários | Distribuição da População por Grupos Etários |
| -------------------------------------------- | -------------------------------------------- | -------------------------------------------- | -------------------------------------------- | -------------------------------------------- |
| Ano                                          | 0-14 Anos                                    | 15-24 Anos                                   | 25-64 Anos                                   | > 65 Anos                                    |
| 2001                                         | 128                                          | 157                                          | 531                                          | 288                                          |
| 2011                                         | 105                                          | 89                                           | 500                                          | 276                                          |
| 2021                                         | 66                                           | 69                                           | 403                                          | 254                                          |

## Património
- Igreja Paroquial de São João Baptista
- Capela da Senhora de Nazaré
- Capela da Senhora do Bom Sucesso
- Capela de São Gens
- Capela da Senhora da Piedade
- Capela de Santa Ana
- Igreja de Vila Nova
- Capela de Santo António

## Lugares
A freguesia de Vila Nova é composta pelos seguintes lugares:
- Barbéns
- Besteiros
- Cardeal
- Casalinho
- Corujeira
- Gondramaz
- Lomba do Rei
- São Gens
- Souravas
- Supegal
- Torno
- Vila Nova
- Vila Flor
- Sandoeira
- Albarrol
- Corga
- Giestal
- Carvalheira
- Meroucinhos
- Zorro
- Favais
- Vialonga

## Pontos de interesse
- Centro de estágio BTT/Trail Running
- Gondramaz
- Percursos pedestres/BTT
- Parque de merendas das Mestrinhas
- Santuário de Nossa Senhora da Piedade de Tábuas

## Geminações
- São Martinho d'Anta, terra natal de Miguel Torga, que viveu quatro anos em Vila Nova.